# Marcus Vettius Bolanus (consul en 66)
Pour son fils, voir Marcus Vettius Bolanus (consul en 111).
 (juin 2016).
Marcus Vettius Bolanus (fl. 62-71) est un homme politique de l'Empire romain.

## Biographie
Il servit en Asie sous Cnaeus Domitius Corbulo, est consul en 66, puis nommé gouverneur de Bretagne par Vitellius de 69 à 71.
Il est le père de Marcus Vettius Bolanus.